# Тополь на площади Павших Борцов
То́поль на пло́щади Па́вших Борцо́в — исторический и природный памятник Волгограда. Расположен в Центральном районе на площади Павших Борцов рядом с «Вечным огнём» и памятником Рубену Ибаррури. Согласно официальной версии дерево пережило Сталинградскую битву и имеет на своем стволе многочисленные свидетельства военных действий.

## Признание памятником

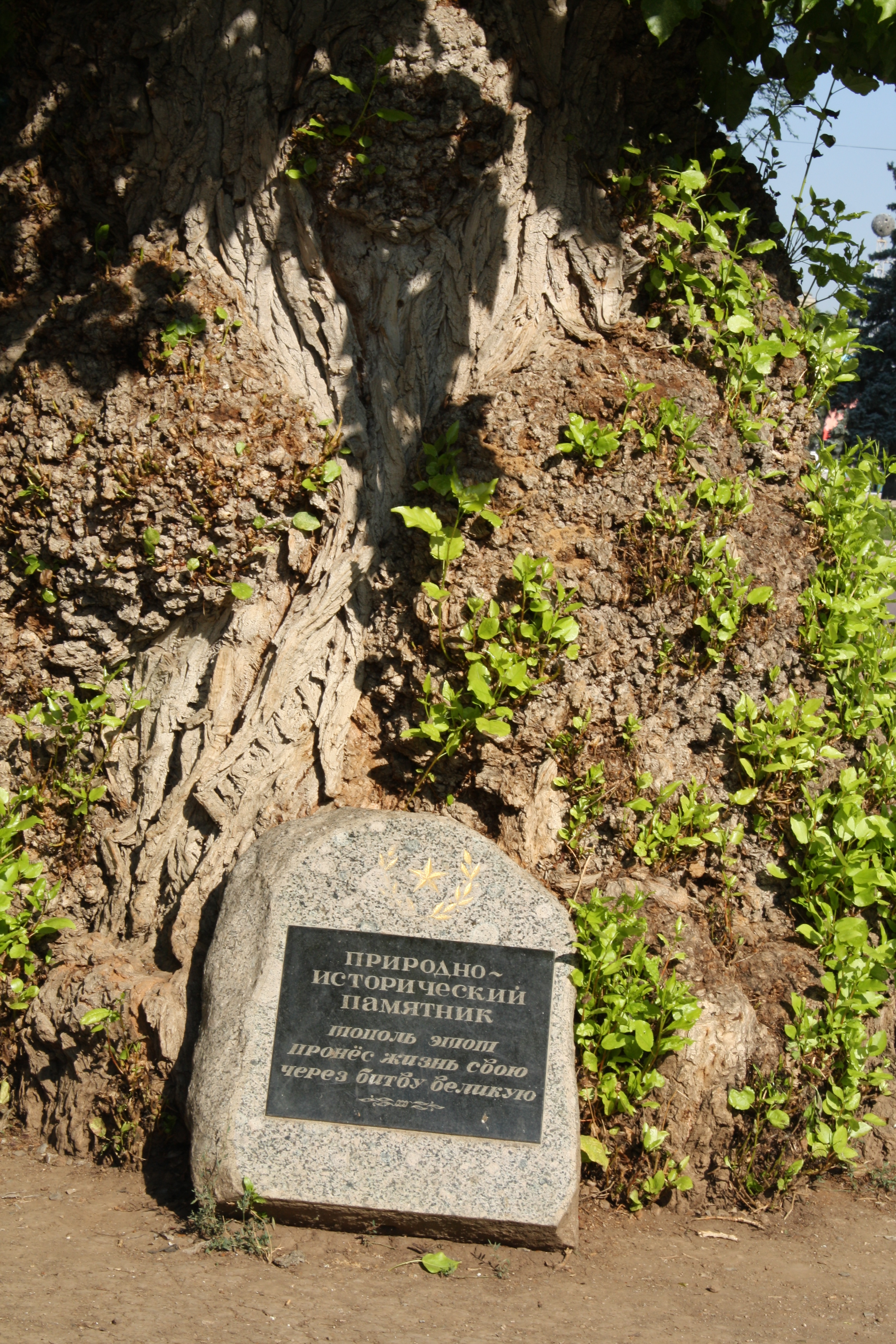
Мемориальная доска

Решением Малого Совета Волгоградского областного Совета народных депутатов от 25 февраля 1993 г. № 6/41 дерево объявлено особо охраняемой территорией Волгограда.
Надпись на мемориальной доске гласит: «Тополь этот пронёс жизнь свою через битву великую».

## Современное состояние
По словам проводивших осмотр специалистов[когда?], дереву исполнилось как минимум сто лет. При этом средняя продолжительность жизни у тополя составляет 80 лет.
По результатам внешнего осмотра было обнаружено, что дерево является больным. По оценке специалистов, тополь простоит как минимум до 2018 года.
В июне 2013 года специалисты Волгоградского ботанического сада провели стерилизацию 20 почек дерева — первый этап операции по воссозданию копии растения. К 2015 году саженцы планируется высадить в городах-героях России и ближнего Зарубежья.
Зимой 2019 года для предотвращения повреждений дерево было кронировано. По состоянию на 2022 год дерево всё ещё живо.

## Версия о послевоенном происхождении тополя

Эта фотография, сделанная уже после войны, даёт представление о возрасте тополя

Сейчас среди волгоградских краеведов и историков тема происхождения тополя на площади Павших Борцов является широко обсуждаемой. Выдвигается версия послевоенного происхождения дерева, опирающаяся на довоенные фотографии и данные из статей «Сталинградской Правды».
История обновленной площади Павших Борцов начинается с 1936 года, когда Гоголевский сад на площади (тогда это было название сквера на территории площади Павших Борцов), был перестроен и обновлен в течение весны. Взамен старых зелёных насаждений было высажено до 9 тыс. новых молодых кустарников и деревьев, в том числе 429 каштанов, платанов и ясеней, а также неизвестное, но значительное количество сосен. Тополей в списке деревьев не было. 5 июня 1936 года обновленная площадь предстала перед сталинградцами и гостями города.
Именно посаженные в 1936 году деревья погибли в боях 1942—1943 годов. После Сталинградской битвы были высажены новые, и до 1957 года площадь Павших Борцов сохраняла довоенный вид и пропорции. На месте, где растет сейчас тополь, находилась пешеходная дорожка. В 1957 году сквер был обновлен и перестроен. На новой пешеходной дорожке появился тополь — молодое деревце, впоследствии заболевшее и дожившее до наших дней в тяжелом состоянии. В связи с этим официальная версия про столетний возраст тополя не соответствует действительности. Вероятно, дерево было посажено после битвы в 1943—1945 годах.
Данной версии придерживается волгоградский краевед Владимир Куликов и некоторые другие специалисты по истории Волгограда.
Известный волгоградский архитектор-реставратор и краевед Сергей Сена, тщательно изучив фотографии, сделанные после окончания Сталинградской битвы, также пришёл к выводу, что ни одного дерева на площади Павших Борцов не сохранилось. Уже в 1943 году на площади были высажены новые деревья. А местоположение этого тополя посреди аллеи объясняется просто — тополя и другие зеленые насаждения посажены в соответствии с довоенной (середины 1930-х годов) планировкой. Когда Е. И. Левитан разрабатывал в конце 1950-х годов проект реконструкции сквера, тополь уже изрядно подрос и Ефим Иосифович решил его сохранить как «воспоминание» о довоенной планировке сквера.

## Примечание
1. ↑  Тополь. — Информация об ООПТ на сайте информационно-аналитической системы «Особо охраняемые природные территории России» (ИАС «ООПТ РФ»): oopt.aari.ru. Дата обращения: 13 августа 2023. Архивировано из оригинала 15 августа 2023 года.
2. ↑  Решение малого Совета Волгоградского областного Совета народных депутатов от 25 февраля 1993 года № 6/41 «Об особо охраняемых территориях Волгоградской области и режиме их использования»
3. ↑  Тополь, переживший войну, простоит в Волгограде не менее десяти лет. Дата обращения: 12 мая 2013. Архивировано 12 мая 2013 года.
4. ↑  Волгоградские ученые успешно клонировали легендарный тополь. Дата обращения: 26 июня 2013. Архивировано 30 июня 2013 года.
5. ↑  В центре Волгограда постригли легендарный сталинградский тополь. Дата обращения: 23 марта 2020. Архивировано 23 марта 2020 года.
6. ↑  Сена Сергей Львович. Онлайн-консультация. Культурное наследие. 34metra.ru (15 августа 2012). Дата обращения: 19 августа 2012. Архивировано из оригинала 2 ноября 2012 года.